# Colposcenia orientalis
Colposcenia orientalis är en insektsart som först beskrevs av Jan Klimaszewski 1970.  Colposcenia orientalis ingår i släktet Colposcenia och familjen rundbladloppor. Inga underarter finns listade i Catalogue of Life.